# EN80
EN80 – seria normalnotorowych elektrycznych wagonów silnikowych i doczepnych, eksploatowana przez Warszawską Kolej Dojazdową (wcześniej Elektryczną Kolej Dojazdową) w latach 1927–1972. Tabor wyprodukowany przez English Electric w liczbie 20 wagonów silnikowych i 20 doczep został po II wojnie światowej odbudowany i uzupełniony o 12 doczep przez Konstal Chorzów. Wagony o drewnianej konstrukcji po 45 latach pracy zostały zastąpione przez składy EN94. Zachował się jeden wagon silnikowy o numerze 16, będący eksponatem muzealnym.

## Geneza i produkcja
W 1918 powstała spółka akcyjna Siła i Światło, która była inicjatorem i właścicielem przedsięwzięcia budowy Elektrycznych Kolei Dojazdowych i w której wiodącym kapitałem był kapitał angielski. W związku z budową tej pierwszej normalnotorowej elektrycznej kolei w Polsce potrzebny był nowy tabor, który specjalnie dla EKD zbudowały brytyjskie zakłady English Electric.
W 1927 wyprodukowano 20 wagonów silnikowych i 20 wagonów doczepnych. Wszystkie z nich zostały dostarczone do Polski przed uruchomieniem linii, co miało miejsce 11 grudnia 1927.
Po II wojnie światowej tabor odbudowano i zasilono dodatkowymi 12 wagonami doczepnymi, wyprodukowanymi w 1948 w zakładach Konstal w Chorzowie, zakupiono także nowe silniki o mocy 45 kW.

## Konstrukcja

### Nadwozie

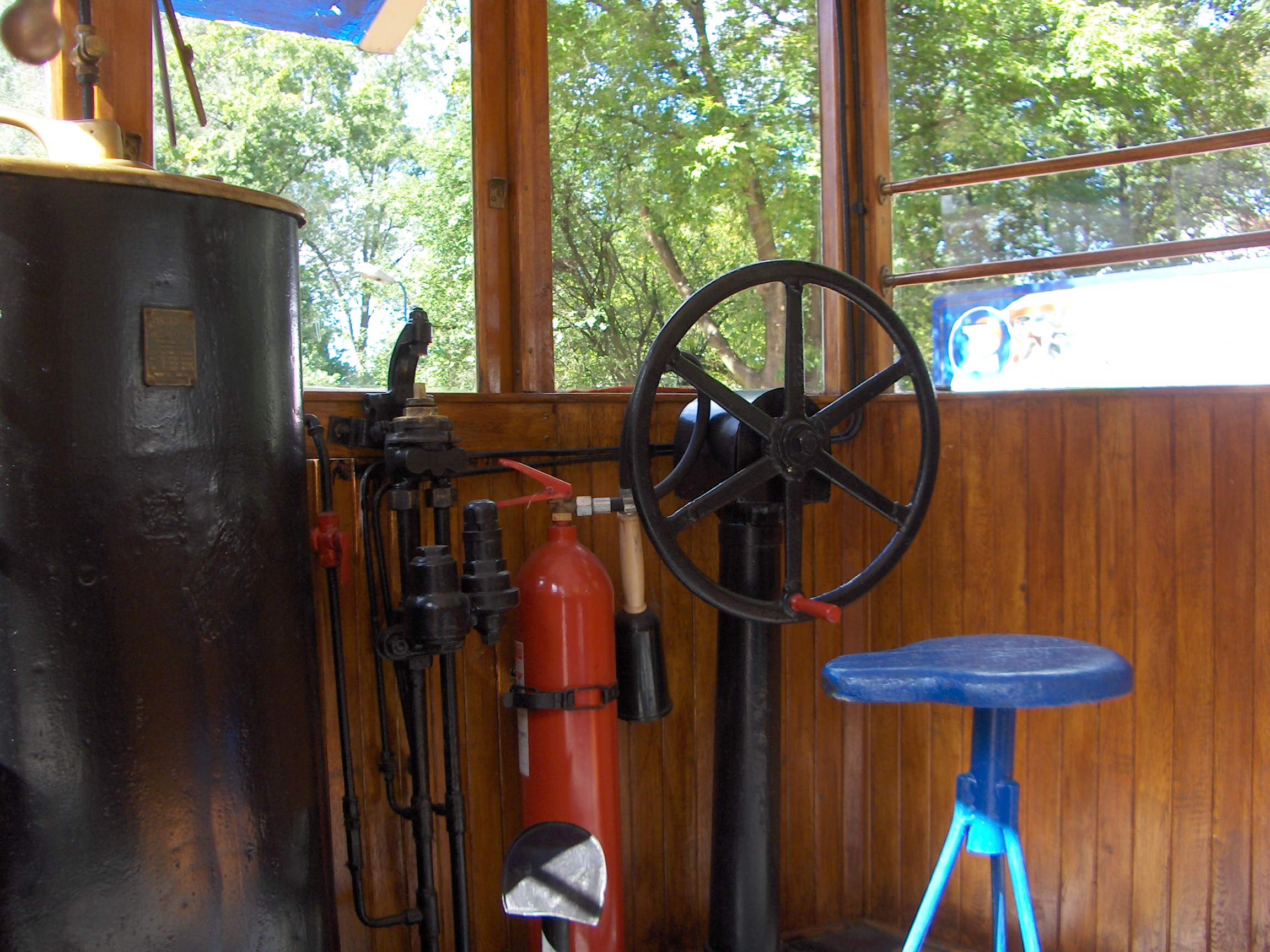
Kabina maszynisty

Wagony serii EN80 były konstrukcji drewnianej czopowanej. Główne jej elementy (ściany i dach) były wykonane z afrykańskiego drewna dabema. Na końcach wagonów, na wysokości 462 mm ponad główką szyny, umieszczono sprzęgi typu tramwajowego (dyszle), ponadto sprzęganie wagonów w składy odbywało się za pomocą sprzęgu elektrycznego i powietrznego.

### Wnętrze i przestrzeń pasażerska

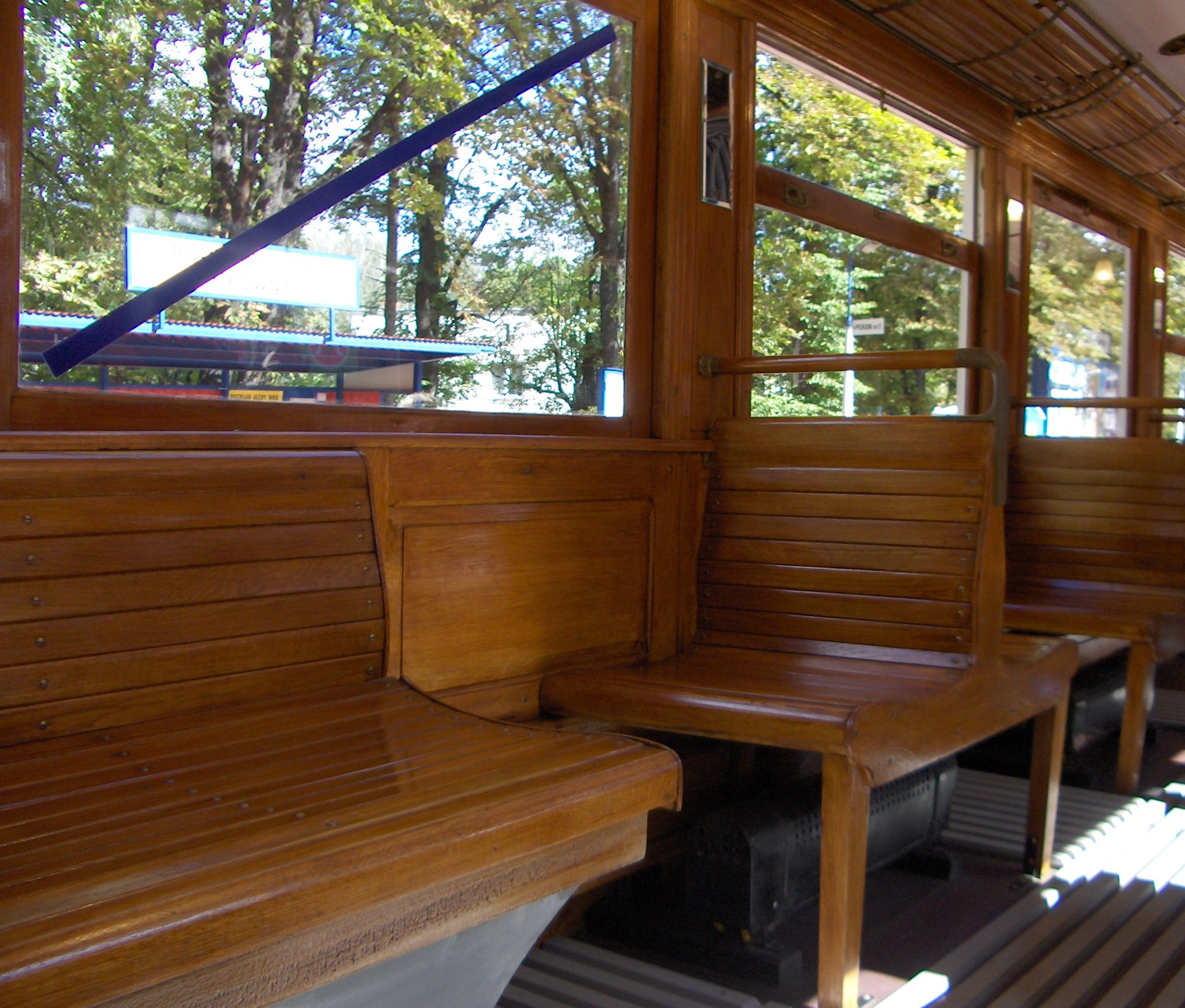
Część pasażerska wagonu

Wnętrze wagonów wykonano z drewna dębowego i sosnowego. Ławki, mogące pomieścić 38 podróżnych, stworzono z dębowych listew, a drewniane stoliczki przy oknach okute były mosiężną blachą. Wnętrze wyposażone było także w wykonane z mosiądzu górną poręcz i popielniczki. Zastosowano ogrzewanie elektryczne.
Wagony silnikowe posiadały kabiny maszynistów na każdym z końców. Wyposażone były one w nastawnik umożliwiający uruchomienie pojazdu, koło hamulca ręcznego, konektorowy odłącznik prądu i zawór maszynisty.

### Podwozie
Każdy z wagonów serii EN80 był oparty na dwóch dwuosiowych wózkach – w wagonach silnikowych były to wózki napędne, natomiast w wagonach doczepnych toczne. Każdy z wózków posiadał rozstaw osi 1676 mm i koła o średnicy 851 mm w stanie nowym. Rozstaw czopów skrętu każdego z wagonów wynosił 5334 mm.

### Zasilanie i napęd
Prąd stały o napięciu 600 V, przesyłany linią napowietrzną, odbierany był przez odbierak prądu zamontowany na dachu wagonu silnikowego i napędzał cztery silniki trakcyjne znajdujące się na wózkach tego wagonu. Wagony doczepne nie posiadały pantografu i silników trakcyjnych.
Wagony były wyposażone w cięgłowy i powietrzny układ hamulcowy.

## Eksploatacja

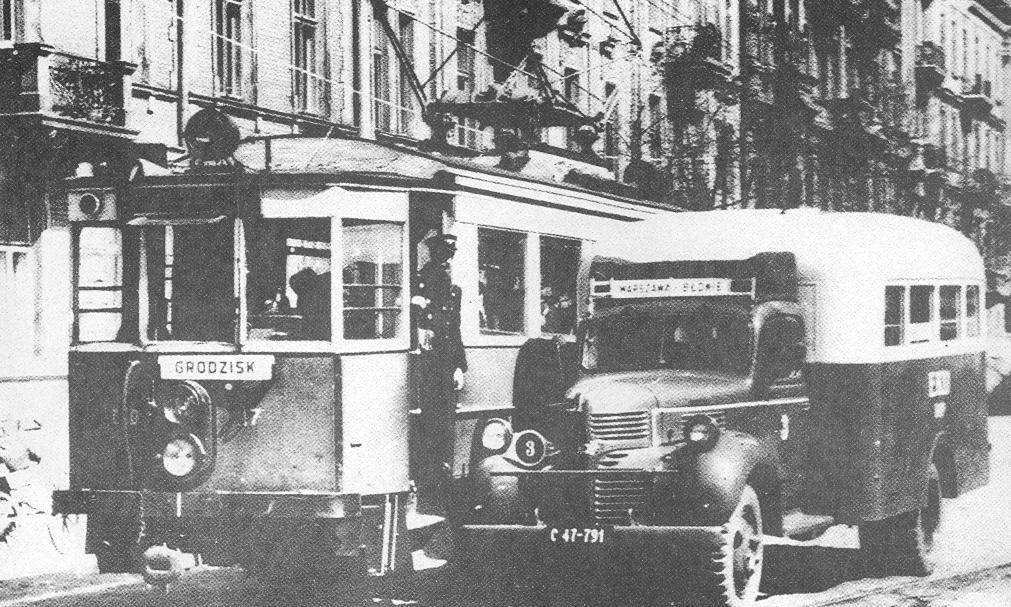
Wagon EKD 17 i autobus EKD nr 3 na ulicach powojennej Warszawy

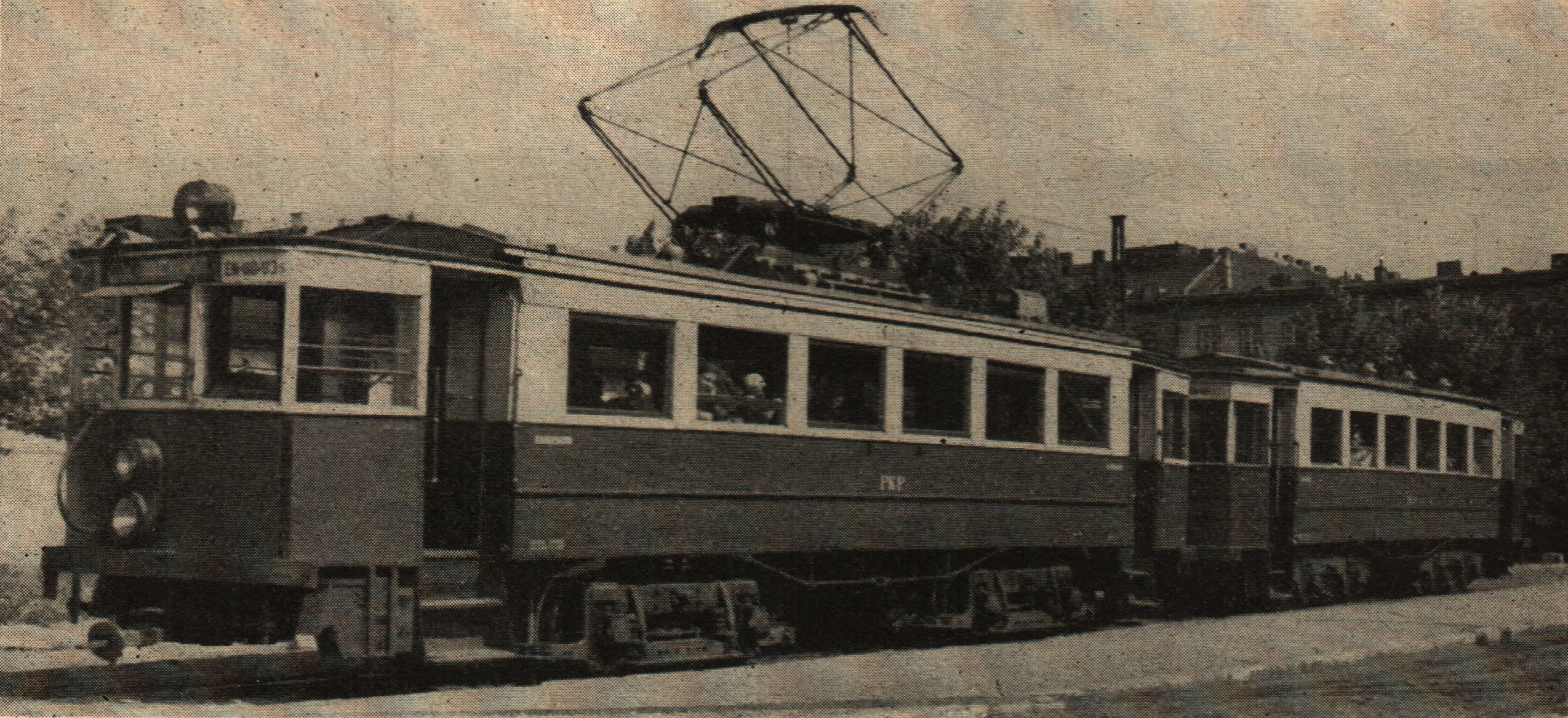
EN80-03 z wagonem doczepnym

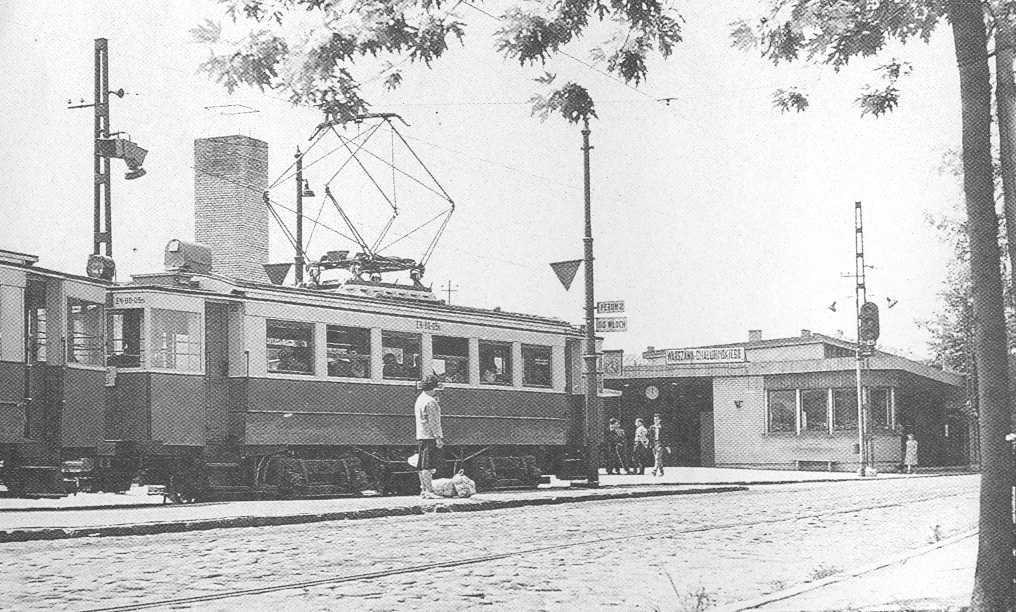
EN80-05s na przystanku Warszawa Chałubińskiego WKD

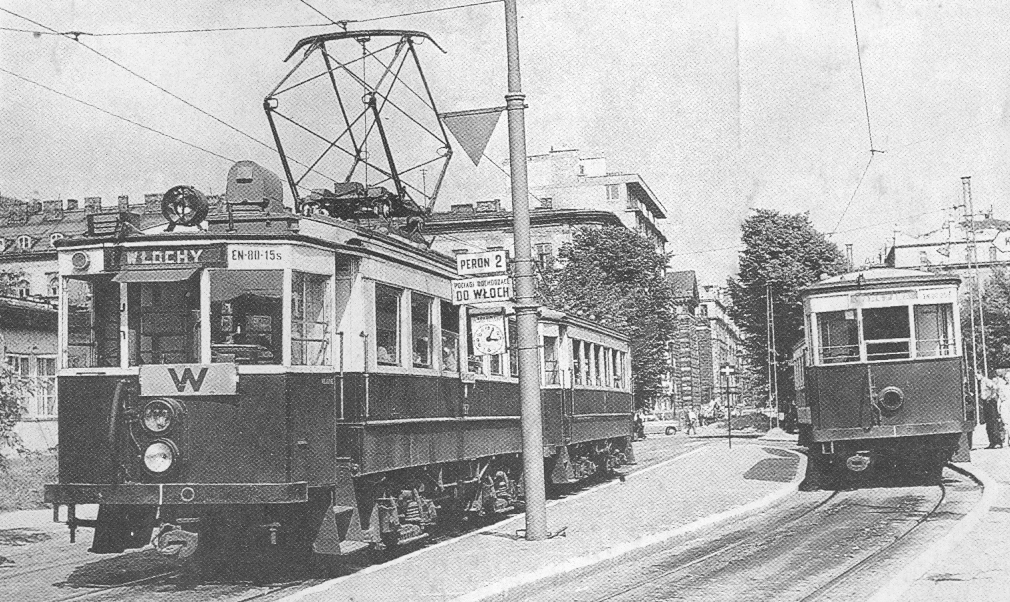
EN80-15s i EN80-29d w Warszawie, 1959

| Państwo | Przewoźnik                    | Liczba | Typ wagonu | Producent        | Oznaczenie     | Lata eksploatacji | Źródła |
| ------- | ----------------------------- | ------ | ---------- | ---------------- | -------------- | ----------------- | ------ |
| Polska  | EKD (1927–1951) WKD (od 1951) | 20     | silnikowy  | English Electric | EN80-01s ÷ 20s | 1927–1972         | [ 1 ]  |
| Polska  | EKD (1927–1951) WKD (od 1951) | 20     | doczepny   | English Electric | EN80-01d ÷ 20d | 1927–1972         | [ 1 ]  |
| Polska  | EKD (1927–1951) WKD (od 1951) | 12     | doczepny   | Konstal Chorzów  | EN80-21d ÷ 32d | 1948–1972         | [ 1 ]  |

### Przed II wojną światową (1927–1939)
Wagony dostarczone EKD w 1927 były w pierwszej partii pomalowane na kremowo, w drugiej na kremowo-czerwono, w 1938 przemalowano je natomiast w kremowo-niebieskie barwy i takie pozostały do końca swojej służby.  Z wagonów tych zestawiano pociągi, składające się z wagonu silnikowego i jednego bądź dwóch wagonów doczepnych. Składy te obsługiwały linię z Warszawy do Grodziska Mazowieckiego oraz zbudowane w latach 30. odcinki do Włoch i Milanówka z dopuszczalną prędkością 65 km/h. Stołeczny odcinek linii poprowadzono systemem tramwajowym ulicami Szczęśliwicką, Niemcewicza, Tarczyńską i Nowogrodzką do skrzyżowania z Marszałkowską.
W ostatnich latach przed II wojną światową (1938–1939) natężenie ruchu było znaczne – pociągi kursujące w składach trójwagonowych jeździły w godzinach szczytowych na trasach z Warszawy do Grodziska Mazowieckiego, Milanówka i Podkowy Leśnej z częstotliwością 10 minut, a na linii do Włoch co 20 minut. Do wybuchu wojny wagony serii EN80 przewoziły dziennie 40 000 pasażerów.

### Okres wojny (1939–1945)
W okresie od sierpnia do grudnia 1944, gdy front zbliżał się do Warszawy, Niemcy rozpoczęli niszczenie i wywożenie taboru EKD. Dzięki postawie pracowników firmy, którzy starali się zapobiec działaniom okupanta, zostało wywiezionych tylko 10 pojazdów. Łącznie kompletnie zniszczonych lub wywiezionych zostało 18 wagonów serii EN80, w tym 6 silnikowych. W kwietniu 1945 wywiezione pojazdy powróciły do Polski i przystąpiono do ich naprawy i uruchamiania. W chwili uruchomienia pociągów na całej linii 19 maja 1945 sprawnych było 25 wagonów.

### Po II wojnie światowej (1945–1972)
W 1948 wprowadzono do eksploatacji dodatkowych 12 doczep wybudowanych w chorzowskim Konstalu oraz odbudowano znacznie uszkodzone wagony silnikowe o numerach 01 i 13.
15 kwietnia 1951, kiedy to Elektryczna Kolej Dojazdowa zmieniła nazwę na Warszawska Kolej Dojazdowa i włączono ją do Dyrekcji Okręgowej Kolei Państwowych w Warszawie, na stanie przewoźnika znajdowało się 20 wagonów silnikowych i 30 wagonów doczepnych. 
Wagony przez cały czas ich eksploatacji były utrzymywane i naprawiane w grodziskiej elektrowozowni EKD, a w 1972, po dostarczeniu wszystkich 40 nowo kupionych jednostek serii EN94, zostały wycofane z eksploatacji. Ostatni wagon skasowano 1 marca 1973, pozostawiając jeden pojazd silnikowy jako eksponat.

### Po wycofaniu z eksploatacji (od 1972)

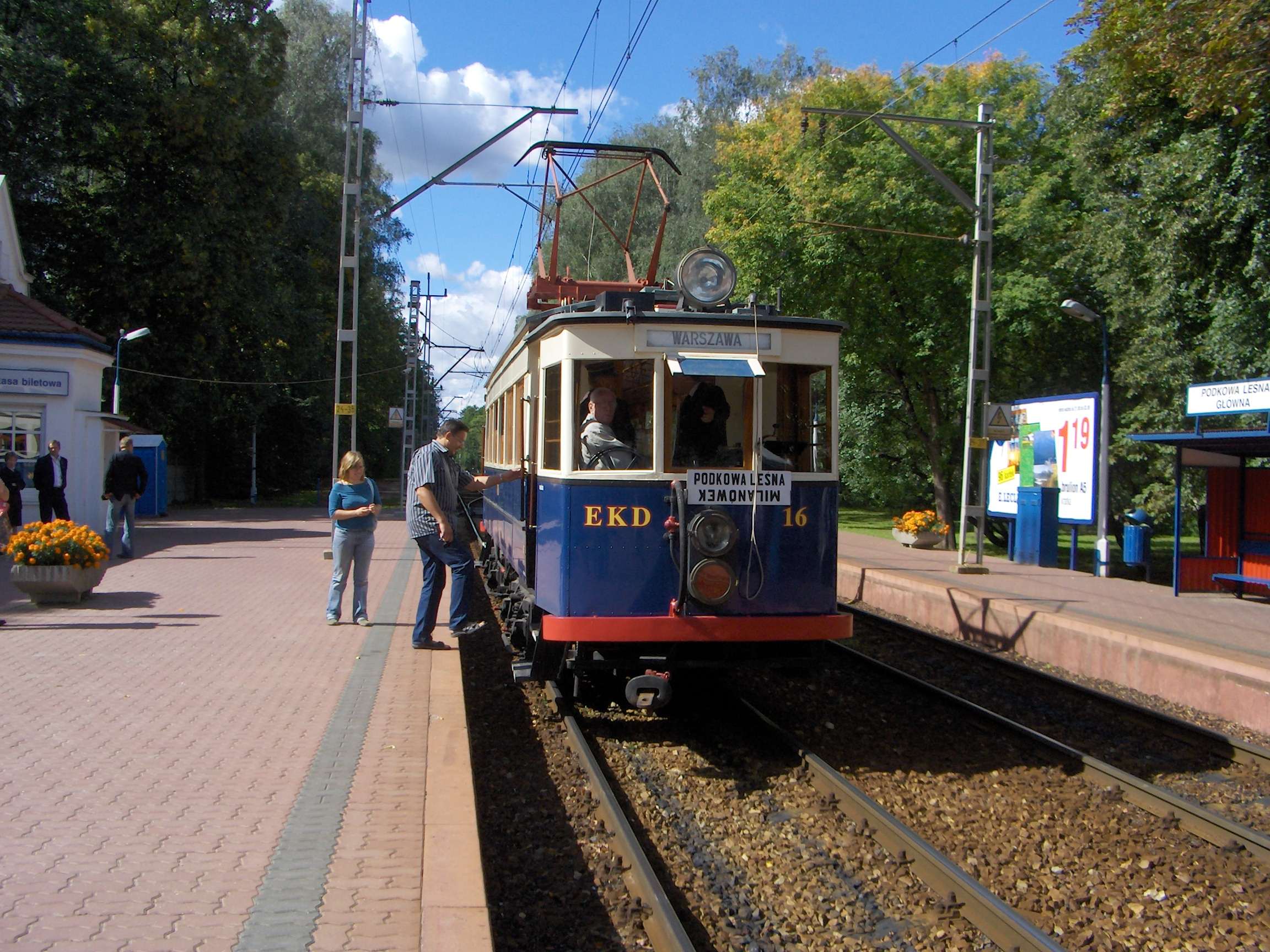
Zabytkowy EN80-16s w Podkowie Leśnej, 2006

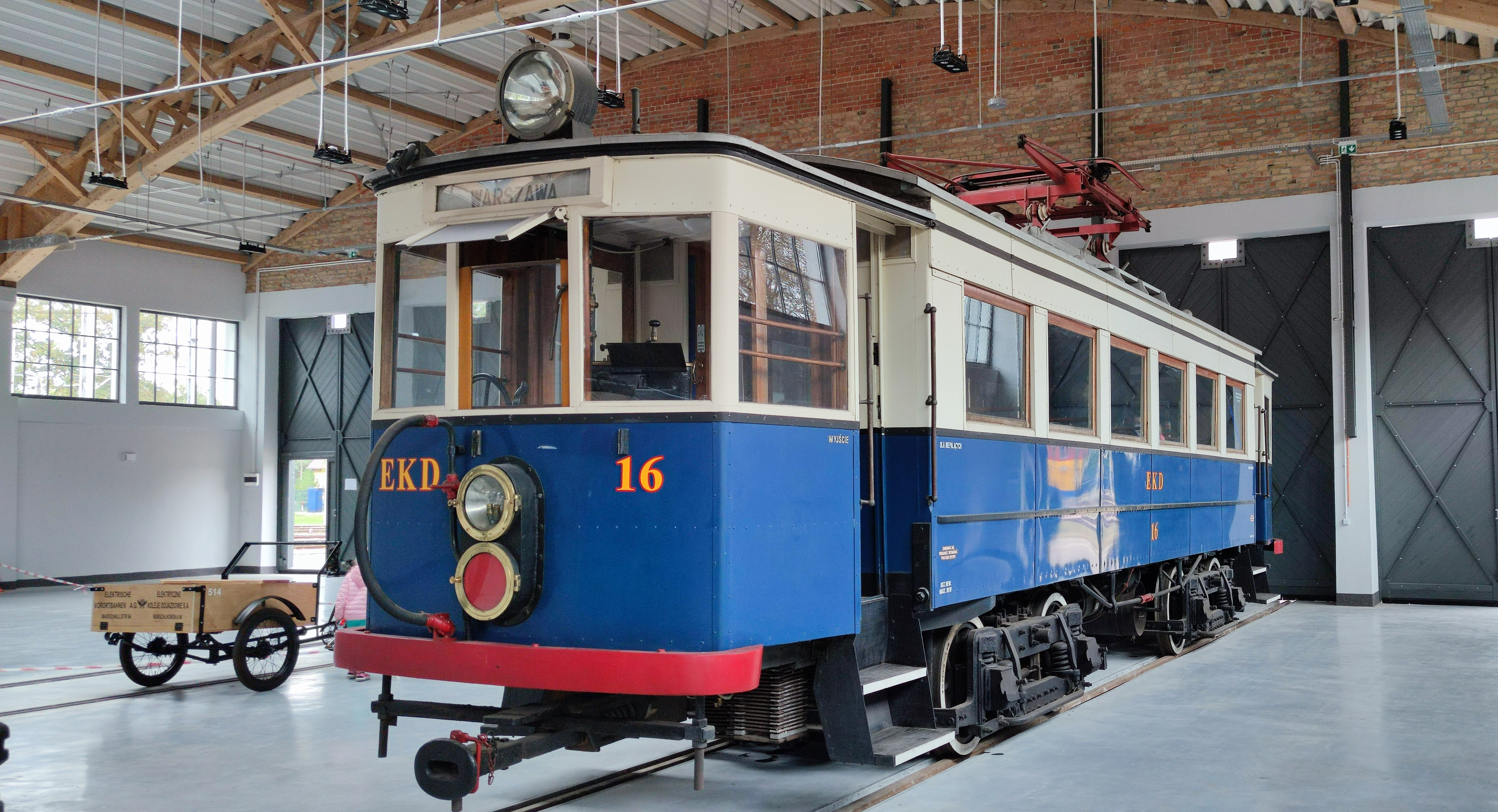
EN80-16s w zabytkowej hali na terenie siedziby WKD, wrzesień 2021

W 1975 egzemplarz EN80-16s wziął udział w pożegnalnym przejeździe tej serii taboru, a dwa lata później w obchodach 50-lecia WKD. W 1980 został przekazany do Muzeum Kolejnictwa w Warszawie, gdzie do 1992 był eksponowany przy Dworcu Głównym. W maju 1994 pojazd w bardzo złym stanie technicznym został przekazany ZNTK Bydgoszcz (obecnie Pesa Bydgoszcz) w celu odrestaurowania. Pojazd był zniszczony w 85% – zdewastowane były górna część wagonu i wnętrze, połamane poszycie, uszkodzony dach nad kabiną maszynisty, instalacja elektryczna była w stanie szczątkowym, a silniki nie działały. Bez jakiejkolwiek dokumentacji, tylko na podstawie zdjęć i wspomnień maszynistów, rozpoczęto odbudowę wagonu. W czerwcu 1994 zdemontowano elementy starego wagonu, od września do przełomu listopada i grudnia 1994 odbudowywano ściany boczne, a następnie rozpoczęto prace nad dachem pojazdu. Do końca grudnia 1994 wyremontowano kabinę maszynisty, a w maju 1995 ukończono wszystkie prace renowacyjne. 14 czerwca 1995 pojazd został zaprezentowany na wystawie taboru w Warszawie, uświetniając obchody 150-lecia kolei w Polsce.
Wagon EN80-16s, jako czynny pojazd historyczny, brał udział w różnych imprezach okolicznościowych. 28 maja 2016, po zmianie napięcia w sieci trakcyjnej WKD z 600 do 3000 V DC, pojazd stał się obiektem muzealnym bez możliwości wyjazdu na linię WKD. Wagon znajduje się na terenie siedziby WKD.
Wagon potocznie nazywany jest babcią.